# Polje (gmina Busovača)
Polje – wieś w Bośni i Hercegowinie, w Federacji Bośni i Hercegowiny, w kantonie środkowobośniackim, w gminie Busovača. W 2013 roku liczyła 750 mieszkańców, z czego większość stanowili Chorwaci.